# Georges Larché
Pour les articles homonymes, voir Larché.
Georges Larché, né le 9 novembre 1906 à Niort (Deux-Sèvres) et mort le 4 mars 1984 à Saint-Sauveur-sur-École (Seine-et-Marne), est un homme politique français.

## Biographie
On sait assez peu de choses sur Georges Larché, si ce n'est son état civil.
En 1959, il est élu par l'Assemblée législative de la République du Sénégal pour siéger au Sénat de la Communauté,,,.